# Campeonato Paranaense Segunda Divisão
Il Campeonato Paranaense Segunda Divisão è il secondo livello calcistico nello stato del Paraná, in Brasile.

## Stagione 2021
- Andraus (Campo Largo)
- Apucarana Sports (Apucarana)
- Araucária (Araucária)
- Iguaçu (União da Vitória)
- Independente (São José dos Pinhais)
- Nacional (Rolândia)
- PSTC (Cornélio Procópio)
- Prudentópolis FC (Prudentópolis)
- CE União (Francisco Beltrão)
- Verê (Verê)

## Albo d'oro
| Anno | Campione (città)                                                                               |
| ---- | ---------------------------------------------------------------------------------------------- |
| 1915 | Série A: Savóia (Curitiba) Série B: Britânia (Curitiba)                                        |
| 1916 | LSP: Operário (Ponta Grossa)                                                                   |
| 1917 | ASP: Água Verde (Curitiba)                                                                     |
| 1921 | ASP: Campo Alegre (Curitiba)                                                                   |
| 1922 | ASP: Paranaense (Curitiba)                                                                     |
| 1924 | ASP: Paranaense (Curitiba)                                                                     |
| 1930 | FPD: Guarani (Ponta Grossa)                                                                    |
| 1966 | Jandaia (Jandaia do Sul)                                                                       |
| 1967 | Paranavaí (Paranavaí)                                                                          |
| 1968 | Sud: Grêmio Oeste (Guarapuava) Nord: Cianorte AFE (Cianorte)                                   |
| 1969 | Sud: Operário (Ponta Grossa) Nord: Jandaia (Jandaia do Sul)                                    |
| 1970 | Sud: Cascavel FC (Cascavel) Nord: União Platinense (Santo Antônio da Platina)                  |
| 1975 | 9 de Julho (Cornélio Procópio)                                                                 |
| 1976 | Centenário (Centenário do Sul)                                                                 |
| 1977 | Apucarana (Apucarana)                                                                          |
| 1978 | Guarapuava (Guarapuava)                                                                        |
| 1979 | CE União (Francisco Beltrão)                                                                   |
| 1981 | Pato Branco (Pato Branco)                                                                      |
| 1982 | Pinheiros (Curitiba)                                                                           |
| 1983 | Paranavaí (Paranavaí)                                                                          |
| 1984 | Apucarana (Apucarana)                                                                          |
| 1985 | Platinense (Santo Antônio da Platina)                                                          |
| 1986 | Pato Branco (Pato Branco)                                                                      |
| 1987 | Iguaçu (União da Vitória)                                                                      |
| 1988 | União Bandeirante (Bandeirantes)                                                               |
| 1989 | Maringá AC (Maringá)                                                                           |
| 1990 | Grêmio Goioerê (Goioerê)                                                                       |
| 1991 | Iguaçu (União da Vitória)                                                                      |
| 1992 | Divisão Intermediária: União Bandeirante (Bandeirantes) Segunda Divisão: Paranavaí (Paranavaí) |
| 1993 | Iraty (Irati)                                                                                  |
| 1994 | Jandaia (Jandaia do Sul)                                                                       |
| 1995 | Maringá FC (Maringá)                                                                           |
| 1996 | Iguaçu (União da Vitória)                                                                      |
| 1997 | Londrina (Londrina)                                                                            |
| 1998 | Malutrom (São José dos Pinhais)                                                                |
| 1999 | Londrina (Londrina)                                                                            |
| 2000 | Francisco Beltrão (Francisco Beltrão)                                                          |
| 2001 | Grêmio Maringá (Maringá)                                                                       |
| 2002 | Francisco Beltrão (Francisco Beltrão)                                                          |
| 2003 | Nacional (Rolândia)                                                                            |
| 2004 | Engenheiro Beltrão (Engenheiro Beltrão)                                                        |
| 2005 | União Maringá (Maringá)                                                                        |
| 2006 | Portuguesa Londrinense (Londrina)                                                              |
| 2007 | Toledo (Toledo)                                                                                |
| 2008 | Nacional (Rolândia)                                                                            |
| 2009 | Serrano Centro-Sul (Prudentópolis)                                                             |
| 2010 | Roma Apucarana (Apucarana)                                                                     |
| 2011 | Londrina (Londrina)                                                                            |
| 2012 | Paraná (Curitiba)                                                                              |
| 2013 | Metropolitano Maringá (Maringá)                                                                |
| 2014 | FC Cascavel (Cascavel)                                                                         |
| 2015 | PSTC (Cornélio Procópio)                                                                       |
| 2016 | Cianorte FC (Cianorte)                                                                         |
| 2017 | Maringá FC (Maringá)                                                                           |
| 2018 | Operário (Ponta Grossa)                                                                        |
| 2019 | PSTC (Cornélio Procópio)                                                                       |
| 2020 | Azuriz (Marmeleiro)                                                                            |
| 2021 | Independente (São José dos Pinhais)                                                            |